# プロダクト・ポートフォリオ・マネジメント
プロダクト・ポートフォリオ・マネジメント（略称PPM, product portfolio matrix, Boston Box, BCG-matrix, Boston matrix, Boston Consulting Group analysis, portfolio diagram）とは経営資源を最適に配分することを目的として、ボストン・コンサルティング・グループが1970年代に提唱したマネジメント手法。製品ライフサイクルと製品製造現場における経験曲線効果の概念を元にした経営理論。GE社のマネジメントスクリーンはこれを応用して開発されたもの。

## 一般的な分析方法

### 市場成長率と相対的市場占有率
一般的な方法としては、図表の縦軸に市場成長率を、横軸に相対的市場占有率をおいて、現在の自社の事業や商品・サービスが図のどこに位置するかを分析して、その結果をもとに事業特性を明確にするとともに事業構成の分析を行なう。
ここで用いられる相対的市場占有率（Relative market share）とは、通常の市場占有率ではなく、ある企業の市場占有率がその同一市場のトップ企業の市場占有率に対して示す値をいう。例えばあるマーケットにおいて、A社が一番の市場占有率をもっているならA社の相対的市場占有率は100%、B社がトップ企業であるA社の半分の市場占有率しかなければB社の相対的市場占有率は50%となる。通常の市場占有率が市場全体における企業の位置を示すのに対し、相対的市場占有率は企業の競合他社との関係を示す数値である。

### 各項目と特性

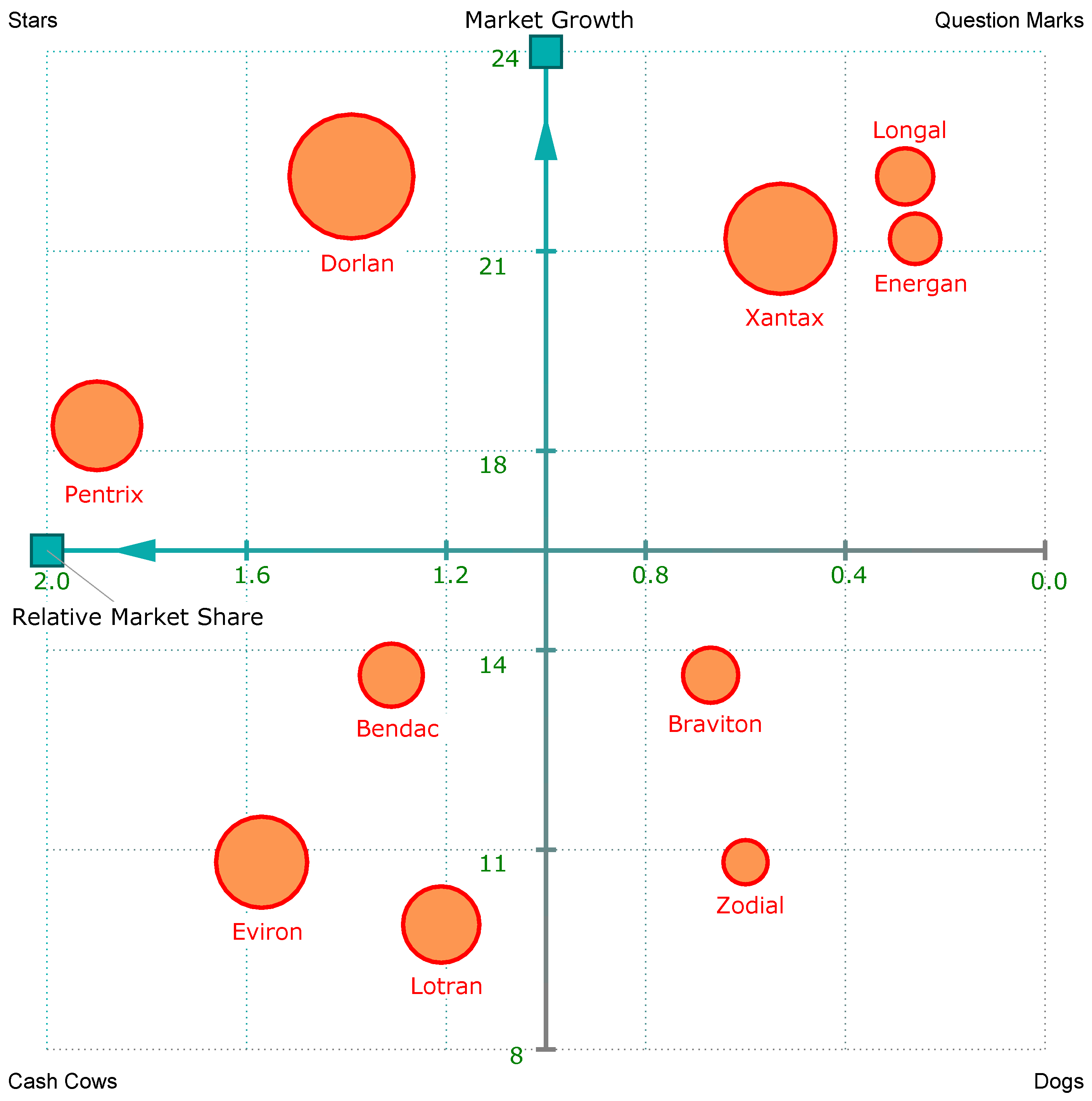
PPMの例

市場成長率（縦軸）と相対的市場占有率（横軸）それぞれの高低により4つの象限（項目）に分類され、それぞれに名称がある。
花形 (star)
（成長率：高、占有率：高）
成長率・占有率ともに高い伸び盛りの状態であり収入も大きい反面、成長局面にあるため競合も多く、設備投資や開発費など多額の追加投資を必要とする状態。高シェアを維持し続けることで「金のなる木」へと育てるべきであるが、シェアが低下すれば「負け犬」となる。製品ライフサイクルにおける導入期 - 成長期に属する。
金のなる木 (cash cow)
（成長率：低、占有率：高）
シェアの高さから大きな利益が見込めると同時に、成熟局面にあるため追加的な投資もあまり必要でなく稼ぎ頭となっている状態。ただし、市場は既に成熟局面にありそのままでは会社が衰退してしまうおそれもある。製品ライフサイクルにおける成熟期 - 衰退期に属する。
問題児 (question mark)
（成長率：高、占有率：低）
成長率が高い反面、占有率が低い分野。多額な投資資金が必要な一方、多くの資金流入は見込めない。シェアを拡大しつつ成長を高めることができれば先述の「花形」となるが、シェアや成長が低いままだと後述の「負け犬」の製品となる。製品ライフサイクルの導入期 - 成長期に属する。
負け犬 (dog)
（成長率：低、占有率：低）
成長率もシェアも低く、利益も上げられないまま市場競争に負けてしまっている分野であり早急な撤退を検討すべきとされる。投資次第では先述の「金のなる木」になりうるが、深入りして撤退の時期を誤ると損失の増大をもたらす。製品ライフサイクルにおける成熟期 - 衰退期に属する。

## PPMの限界
事業分野を成長率と占有率の2軸で4つのいずれかに分類するのは分かりやすい反面、事業戦略としては単純化しすぎているとして課題も指摘されている。
- 分析の前提条件となる占有率は不明確・不確定な要素を数多く含む（店頭市場とインターネット市場との関係など）[6]。
- 各事業分野は相互に関連する例が多く、PPM以外にも考慮すべき要因が多数ある。
- 例え「負け犬」や「問題児」に分類される分野であっても、「花形製品」や「金のなる木」のシェア維持に貢献する分野もあるので、単純に区別できない。例えば補完財など。
- 投資を抑えるべき「金のなる木」であっても、自動車産業のようにHVやEVなどのイノベーションで競争条件が変更されたり、市場成長率がさらに高まる可能性もある。
- 「負け犬」に分類された事業分野における社員のモチベーションが低下する問題。